# Halowe Mistrzostwa Europy w Lekkoatletyce 2011 – trójskok kobiet
Trójskok kobiet – jedna z konkurencji rozegranych podczas halowych lekkoatletycznych mistrzostw Europy w hali Palais Omnisports de Paris-Bercy w Paryżu.

## Terminarz
| Data    | Godzina |            |
| ------- | ------- | ---------- |
| 4 marca | 09:00   | Eliminacje |
| 5 marca | 15:45   | Finał      |

## Rezultaty
| Poz. – pozycja \| CR – rekord mistrzostw \| NR – rekord kraju \| PB – rekord życiowy \| DNS – nie wystartowała |
| SB – najlepszy wynik w sezonie \| X – próba spalona \| – – pominięcie próby \| NM – niezaliczenie żadnej próby |
| * wyniki podawane w metrach                                                                                    |

### Eliminacje
Do zawodów przystąpiło 20 zawodniczek. Awans do finału dawał wynik 14,10 (Q) lub osiągnięcie jednego z 8. najlepszych rezultatów (q).
| Poz. | Zawodniczka            | Reprezentacja | #1    | #2    | #3    | Rezultat | Uwagi |
| ---- | ---------------------- | ------------- | ----- | ----- | ----- | -------- | ----- |
| 1.   | Natalja Kutiakowa      | Rosja         | 13,82 | 13,87 | 14,44 | 14.44    | Q     |
| 2.   | Simona La Mantia       | Włochy        | 14,00 | 14,38 |       | 14,38    | Q     |
| 3.   | Dana Velďáková         | Słowacja      | x     | 14,27 |       | 14,27    | Q     |
| 4.   | Snežana Rodić          | Słowenia      | 14,25 |       |       | 14,25    | Q     |
| 5.   | Petia Daczewa          | Bułgaria      | 13,65 | 13,10 | 14,20 | 14,20    | Q     |
| 6.   | Olesia Zabara          | Rosja         | 14,13 |       |       | 14,13    | Q     |
| 7.   | Cristina Bujin         | Rumunia       | x     | 14,12 |       | 14,12    | Q     |
| 8.   | Atanasia Pera          | Grecja        | 13,90 | 14,01 | 13,85 | 14,01    | q     |
| 9.   | Patricia Sarrapio      | Hiszpania     | 13,81 | 13,98 | x     | 13,98    |       |
| 10.  | Biljana Topić          | Serbia        | 13,73 | 13,92 | 13,93 | 13,93    |       |
| 11.  | Małgorzata Trybańska   | Polska        | 13,90 | 13,54 | 13,85 | 13,90    |       |
| 12.  | Ineta Radēviča         | Łotwa         | 13,89 | 13,76 | 13,86 | 13,89    |       |
| 13.  | Swietłana Bolszakowa   | Belgia        | 13,52 | 13,59 | 13,83 | 13,83    |       |
| 14.  | Haoua Kessely          | Francja       | 13,77 | 13,58 | 13,82 | 13,82    |       |
| 15.  | Katja Demut            | Niemcy        | 13,81 | 13,57 | 13,50 | 13,81    |       |
| 16.  | Paraskiewi Papachristu | Grecja        | x     | 13,72 | x     | 13,72    |       |
| 17.  | Carmen Toma            | Rumunia       | 13,66 | x     | x     | 13,66    |       |
| 18.  | Veera Baranova         | Estonia       | 13,29 | 13,37 | 13,42 | 13,42    |       |
| 19.  | Inger Anne Frøysedal   | Norwegia      | 13,11 | x     | x     | 13,11    |       |
| 20.  | Andriana Bynowa        | Bułgaria      | X     | 13,05 | x     | 13,05    |       |
| –    | Niki Paneta            | Grecja        |       |       |       |          | DNS   |

### Finał
| Poz. | Zawodniczka       | Reprezentacja | #1    | #2    | #3    | #4    | #5    | #6    | Wynik | Uwagi |
| ---- | ----------------- | ------------- | ----- | ----- | ----- | ----- | ----- | ----- | ----- | ----- |
|      | Simona La Mantia  | Włochy        | 14.17 | 14.60 | 14.49 | X     | 14.60 | X     | 14.60 | WL    |
|      | Olesia Zabara     | Rosja         | 14.08 | 13.98 | 14.45 | 12.59 | 14.21 | 14.28 | 14.45 | SB    |
|      | Dana Velďáková    | Słowacja      | X     | 14.39 | 14.09 | X     | X     | 14.26 | 14.39 | SB    |
| 4    | Snežana Rodić     | Słowenia      | 14.34 | 14.24 | 14.35 | X     | 14.27 | X     | 14.35 | PB    |
| 5    | Cristina Bujin    | Rumunia       | 14.19 | X     | 14.08 | 13.98 | X     | X     | 14.19 | SB    |
| 6    | Natalja Kutiakowa | Rosja         | 13.54 | 14.18 | 13.65 | X     | X     | 14.13 | 14.18 |       |
| 7    | Atanasia Pera     | Grecja        | 14.01 | X     | X     | 13.24 | 13.78 | X     | 14.01 |       |
| 8    | Petia Daczewa     | Bułgaria      | X     | 13.84 | 13.49 | 13.07 | 12.28 | X     | 13.84 |       |